# Svend Wam
Svend Olaf Wamnes Akstuft, mer känd som Svend Wam, född 5 maj 1946 i Son i Akershus, död 7 maj 2017, var en norsk filmregissör, manusförfattare och filmproducent.
Wam studerade vid Stockholms Fotoskola 1965–1967, under ledning av Christer Strömholm. Efter studierna stannade han ytterligare ett år i Stockholm för att arbeta som regiassistent och skådespelare vid Dramaten. 

## Regi i urval
- 1976 – Den tysta majoriteten
- 1980 – Liv og död
- 1989 – Bröllopsfesten
- 1995 – När alla vet

## Filmmanusi urval
- 1979 – Svartare än natten
- 1995 – När alla vet